# Gonospira
Gonospira é um género de gastrópode  da família Streptaxidae.
Este género contém as seguintes espécies:
- Gonospira bourguignati
- Gonospira cylindrella
- Gonospira deshayesi Adams, 1868
- Gonospira duponti Nevill, 1870
- Gonospira funicula
- Gonospira holostoma Morelet, 1875
- Gonospira madgei Kennard, 1943
- Gonospira metableta
- †Gonospira nevilli Adams, 1867
- Gonospira palanga
- Gonospira rodriguezensis
- Gonospira striaticostus Morelet, 1866
- Gonospira teres Pfeiffer, 1856
- Gonospira turgidula
- Gonospira uvula Deshayes, 1863